# Stema județului Vâlcea

Stema județului Vâlcea

Stema județului Vâlcea a fost adoptată în 1998. Aceasta se compune dintr-un scut despicat, dotat cu șef; în dreapta, pe câmp roșu, o cruce treflată, de aur, decupată în mijloc; în stânga, pe fond de aur, un copac dezrădăcinat, cu coroană bogată, verde, cu tulpină naturală și poame de aur. În șef, pe fond de azur, în centru, se află un puț suprapus de o roată, ambele de aur; puțul este flancat în dreapta de un personaj purtând costum popular, de argint, iar în stânga, de un cal cabrat, din același metal.
Semnificația elementelor însumate:
- Crucea evocă, pe de o parte, ctitoriile religioase înălțate de-a lungul anilor în zonă, iar pe de altă parte evidențiază credința ortodoxă și rolul ei în menținerea ființei statale românești;
- Puțul suprapus cu roată, însoțit de personajul care dirijează calul, reconstituie imaginea vechiului crivac, instalație rudimentară pentru extracția sării, specifică epocii feudale, și evidențiază ponderea importantă pe care a avut-o exploatarea sării în economia județului și a Țării Românești. Prin extensie, acest element face aluzie la industria chimică existentă în acest județ, care are la bază sarea ca principală materie primă;
- Mărul cu poame de aur sugerează dezvoltarea pomiculturii și bogăția silvică a zonei.

## Variante vechi ale stemei

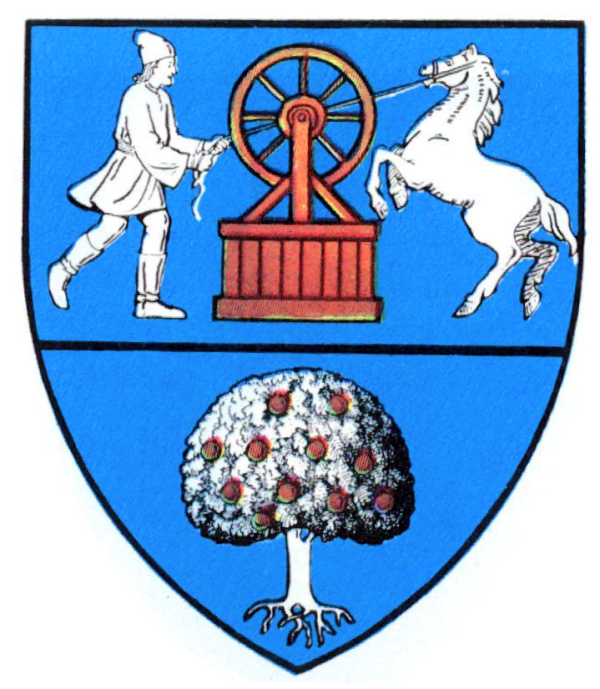
în perioada interbelică
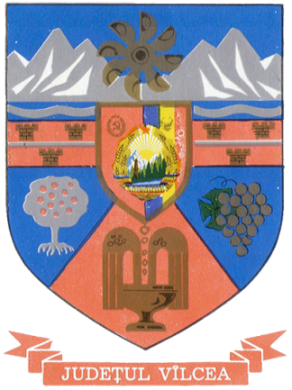
în perioada comunistă